# Danville (Illinois)
Danville ist eine Stadt mit 29.204 Einwohnern (Stand: Zensus 2020) in Illinois. Sie liegt 52 km östlich von Champaign, 132 km nordwestlich von Indianapolis, 191 km südlich von Chicago, 178 km südöstlich von Peoria, 175 km nordöstlich von Springfield und 276 km nordöstlich von St. Louis in deren Ballungsraum und gehört zum Vermilion County, dessen County Seat Danville innehat.
Abraham Lincoln praktizierte von 1841 bis 1859 als Anwalt in Danville. Die Schauspieler Dick Van Dyke und Jerry Van Dyke wuchsen in der Stadt auf, Gene Hackman wuchs ebenfalls hier auf und  verbrachte in Teilen seinen Ruhestand in dem Ort.

## Geographie
Nach den Angaben des United States Census Bureaus hat Danville eine Gesamtfläche von 46,5 km², wovon 46,3 km² auf Land und 0,2 km² (= 0,45 %) auf Gewässer entfallen. Der Ort liegt unweit der Mündung des North Fork Vermilion River in den Vermilion River. In Danville kreuzen sich die Illinois Route 1, U.S. Highway 136 und U.S. Highway 150; die Interstate 74 führt durch die südlichen Randbezirke der Stadt.
Außerdem führen mehrere Bahnstrecken von CSX Transportation, der Norfolk Southern Railway und der Kankakee, Beaverville and Southern Railroad aus verschiedenen Richtungen durch die Stadt, sodass es im Stadtgebiet etliche Bahnübergänge gibt.
Lake Vermilion liegt nordwestlich der Stadt. In unmittelbarer Nähe zu Danville liegen das Naherholungsgebiet Kickapoo State Recreation Area und der Kennekuk Cove County Park. In direkter nördlicher Nähe befindet sich der Heron County Park.
Die unter dem östlichen Illinois und westlichen Indiana liegende Kohleformation erhielt ihren Namen nach der Stadt, da dieses Danville Member genannte Vorkommen hier zuerst entdeckt wurde.

## Geschichte

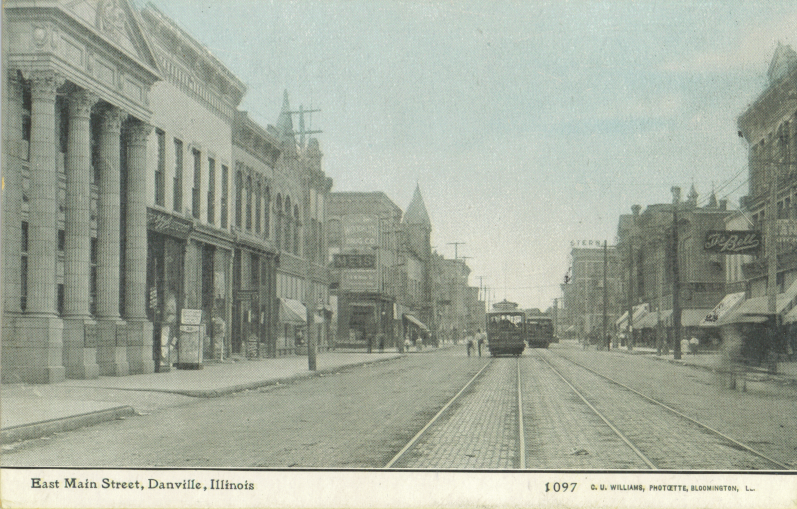
East Main Street, um 1910

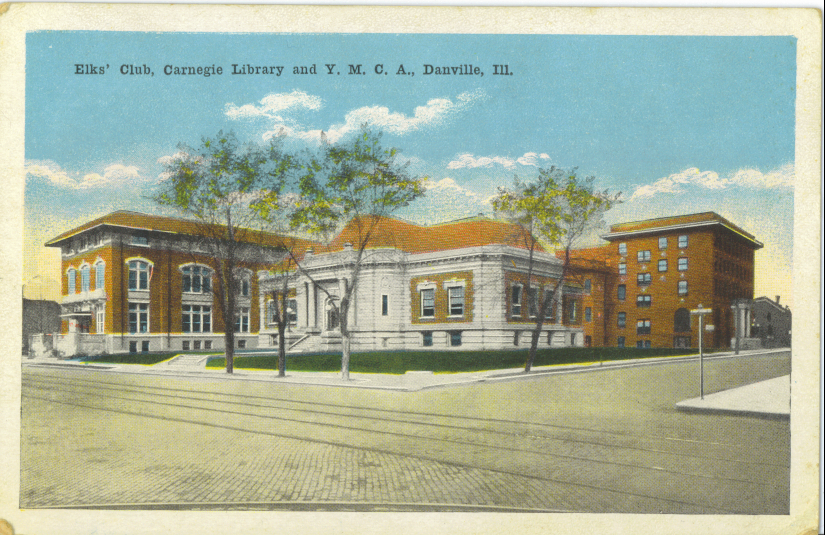
Elks’ Club, YMCA, Carnegie Library (heute ein Museum), um 1920

Danville wurde 1827 auf einer Landfläche gegründet, von der 60 Acre (24 Hektar) durch Guy W. Smith und weiter 20 Acre (8 Hektar) von Dan W. Beckwith zur Verfügung gestellt wurden. Der Beginn des Verkaufs von Grundstücken wurde auf den 10. April festgesetzt und in Zeitungen bekanntgemacht, die in Indianapolis sowie in Vandalia, der Hauptstadt des Bundesstaates Illinois, erschienen. Das Postamt wurde am 3. Mai desselben Jahres im Haus von Amos Williams eingerichtet, der ein prominenter Bewohner Danvilles wurde und treibend bei der Einrichtung von Vermilion County und Edgar County war. Der erste Katasterplan wurde von Amos Williams und Dan Beckwith angefertigt, und die Stadt erhielt aufgrund Williams’ Vorschlag ihren Namen nach Beckwiths Vornamen. Beckwith hatte seinerseits Namensvorschläge gemacht, „Williamsburg“ und „Williamstown“. Er wurde 1795 in Pennsylvania geboren und kam als junger Mann nach Indiana. 1819 war Williams Begleiter der ersten weißen Landerkunder in dem Gebiet, weil er sich für die salzigen Quellen des Vermilion River interessierte. Er starb 1835 im Alter von 40 Jahren an einer Lungenentzündung, die er sich auf dem Heimritt von Washington, D.C. zugezogen hatte. Danville entwickelte sich Ende des 19. Jahrhunderts und zu Beginn des 20. Jahrhunderts zu einer bedeutenden Industriestadt. Von den 1850er Jahren an bis in die 1940er Jahre hinein wurde in Danville Kohle gefördert; einige der ersten Techniken im Tagebau wurden hier angewandt. Nach dem Niedergang der Kohleförderung in der zweiten Hälfte des 20. Jahrhunderts und der Schließung vieler Gruben wurden die Tagebaurestlöcher in Seen, wodurch zahlreiche Möglichkeiten der Freizeitgestaltung entstanden.

## Infrastruktur

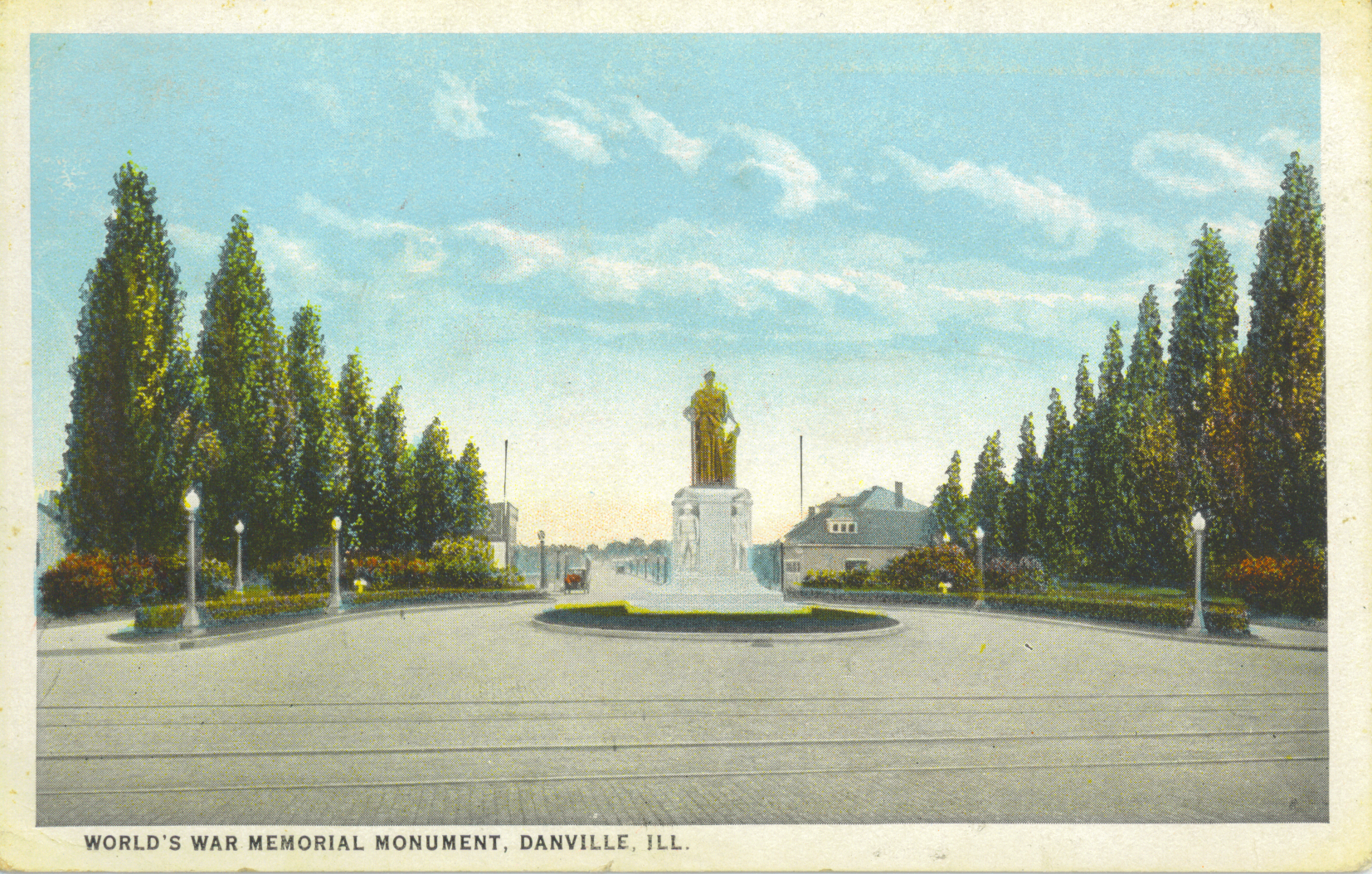
Weltkriegs-Denkmal in Danville

Daville ist durch mehrere Fernstraßen mit den umliegenden Großstädten verbunden. Der nächstgelegene Flughafen liegt in Champaign, dort werden allerdings nur Inlands-Flüge angeboten. Für Fernreisen kann der Indianapolis International Airport genutzt werden, der circa 150 km von Danville entfernt liegt. In der Stadt gibt es zwei öffentliche Schulen, sowie 3 Privatschulen. Außerdem gibt es in Danville auch eine Hochschule, dass Danville Area Community College.
Danville ist eine Stadt mit vielen kleinen Parks, Denkmälern, Seen und Grünflächen, die Einwohnern und Touristen vielfältige Möglichkeiten zur Freizeitgestaltung offerieren. Danville verfügt über ein Theater, eine Oper und ein eigenes Symphonieorchester, das 2017 50-jähriges Jubiläum feierte.

## National Register of Historic Places
Innerhalb Danvilles wurden mehrere Anwesen in das National Register of Historic Places aufgenommen:
| Ref.-Nr. | Name                                                                             | Adresse                     | MPS | seit          |
| -------- | -------------------------------------------------------------------------------- | --------------------------- | --- | ------------- |
| 00001337 | Adams Building                                                                   | 139-141 N. Vermilion St.    |     | 15. Nov. 2000 |
| 00001334 | Building at 210-212 West North Street                                            | 210-212 West North St.      |     | 8. Nov. 2000  |
| 79000872 | Collins Archeological District                                                   | Adresse ist Verschlusssache |     | 3. Aug. 1979  |
| 99001711 | Dale Building                                                                    | 101-1-3 N. Vermillion St.   |     | 27. Jan. 2000 |
| 91001973 | Danville Branch, National Home for Disabled Volunteer Soldiers Historic District | 1900 and 2000 E. Main St.   |     | 30. Jan. 1992 |
| 78003064 | Danville Public Library                                                          | 307 N. Vermillion St.       |     | 30. Nov. 1978 |
| 01000978 | Fischer Theater                                                                  | 158–164 N. Vermillion St.   |     | 16. Sep. 2001 |
| 75002060 | Fithian House                                                                    | 116 N. Gilbert St.          |     | 1. Mai 1975   |
| 88002232 | Holland Apartments                                                               | 324–326 N. Vermilion St.    |     | 16. Nov. 1988 |
| 86001087 | Stone Arch Bridge                                                                | 760–800 E. Main St.         |     | 16. Mai 1986  |

## Söhne und Töchter der Stadt
- Mali Finn (1938–2007), Casting-Agentin
- Robert Fraley (* 1953), Mikrobiologe und Molekularbiologe
- Tom Garling (* 1965), Jazz-Posaunist
- Donald Leslie (1911–2004), Musiker
- Ned Luke (* 1958), Schauspieler und Synchronsprecher
- Robert McKenna (1927–2015), sedisprivationistischer Bischof
- Leland Merrill (1920–2009), Ringer
- Helen Morgan (1900–1941), Jazz-Sängerin
- Bill Putnam (1920–1989), Musikproduzent und Betreiber von Tonstudios
- Jack Six (1930–2015), Jazzbassist
- Charlie Summers (* 1959), Politiker
- Joseph Richard Tanner (* 1950), Astronaut
- George R. Tilton (1923–2010), Geochemiker und Spezialist für Uran-Blei-Datierung
- Jerry Van Dyke (1931–2018), Komiker und Schauspieler
- Angela Watson (* 1975), Schauspielerin